# Lacradora
Lacradora é uma canção da cantora brasileira Claudia Leitte com participação da dupla sertaneja Maiara & Maraisa. Foi lançado sob o selo da Roc Nation como single em 8 de dezembro de 2017.

## Antecedentes
"Lacradora" seria lançada como single entre junho e agosto, antes de Claudia receber "Baldin de Gelo", optando por lançar ela ao em vez de "Lacradora", conforme planejado. Claudia teve a ideia de convidar Maiara & Maraisa após um encontro com as duas nos bastidores de um programa de televisão: "Foi tudo muito espontâneo. Senti que elas tinham a atitude e força da faixa. Elas adoraram, gravaram no dia seguinte. É muito bom cantar com quem tem atitude", explicou a cantora em uma entrevista para a Billboard Brasil.

## Estrutura musical e letra
Composta por Tierry Coringa – autor dos singles anteriores de Claudia: "Cartório", "Taquitá" e "Baldin de Gelo", e Topera. Assim como esses singles, "Lacradora" tem um arranjo baseado no estilo musical reggaeton, dessa vez em flerte com o funk carioca. A letra deixa subentendido sobre uma suposta rivalidade feminina, na qual Claudia explicou que não era a intenção, sugerindo que as "inimigas" citada na canção seria "os "sentimentos femininos", como a inveja, a mentira e a arrogância. Inimigos de toda mulher." No texto de divulgação de "Lacradora" para a imprensa, foi informado que a canção fala sobre "sororidade e aliança feminina".
Em uma postagem em sua página do Facebook, o produtor musical Péricles Lima, do projeto Boss in Drama, sugeriu que a letra de "Lacradora" apresenta similaridade com a letra de "Lista VIP", canção dele em parceria com Karol Conka: "Bati o olho e achei que estivesse lendo a letra de 'Lista Vip'."

## Desempenho comercial
A canção estreou no Brasil Hot 100 Airplay da Billboard Brasil em 8 de janeiro de 2018, alcançando a 91ª posição da parada. Em sua segunda semana, alcançou a 78ª posição. Atingiu o pico de número 77 em sua sétima semana na parada. Na parada "Pop Brasil", "Lacradora" debutou na 18ª posição, alcançando o seu pico de número 17 na semana seguinte. Em 19 de fevereiro, a Billboard Brasil lançou a parada musical de axé music, na qual "Lacradora" alcançou a segunda posição.

## Versões
"Lacradora" foi lançada inicialmente no Spotify em duas versões: solo e em parceria com Maiara & Maraisa. A versão solo foi retirada da plataforma, deixando apenas a parceria disponível.
- "Lacradora" – 3:19[13]
- "Lacradora" (participação de Maiara & Maraisa) – 3:19[14]

## Créditos
Créditos adaptados do Tidal.
- Claudia Leitte – vocal, produtora
- Tierry Coringa – compositor
- Topera – compositor
- Paul Salva – mixer, teclados
- Luciano Pinto – teclados, baixo, violão, percussão, produtor

## Desempenho nas tabelas musicais
| Tabela musical (2018)           | Melhor posição |
| ------------------------------- | -------------- |
| Brasil (Brasil Hot 100 Airplay) | 77             |
| Brasil (Hot Axé Music Songs)    | 2              |
| Brasil (Hot Pop Songs)          | 17             |

| Tabela musical (2018)           | Melhor posição |
| ------------------------------- | -------------- |
| Brasil (Brasil Hot 100 Airplay) | 87             |
| Brasil (Hot Axé Songs)          | 2              |